# هزارخانی (دلفان)
هزارخانی (دلفان)، روستایی از توابع بخش کاکاوند شهرستان دلفان در استان لرستان ایران است.

## جمعیت
این روستا در دهستان کاکاوند شرقی قرار دارد و براساس سرشماری مرکز آمار ایران در سال ۱۳۸۵، جمعیت آن ۷۹۱ نفر (۱۷۰خانوار) بوده‌است. این روستا پرجمعیت‌ترین روستای دهستان کاکاوند شرقی می‌باشد.
ساکنان این روستا از خاندان معروف زید بهرام  هستند